# Specialområde
Specialområde var enligt äldre svensk byggnadslagstiftning beteckning på i stadsplan eller byggnadsplan förekommande områden som ej utgjorde byggnadskvarter eller allmän plats. Dessa kunde vara till exempel järnvägs- eller andra särskilda trafikområden, skydds- eller säkerhetsområden för vissa anläggningar, hamnområden, idrottsområden, begravningsplatser eller vattenområden.  Efter äldre plan- och bygglagens ikraftträdande 1987 räknas dessa typer av områden, med undantag för vattenområden, som kvartersmark.